# Umm Qeis
 (avril 2009).
- Si vous ne connaissez pas le sujet, laissez ce bandeau (vous pouvez alors contacter les auteurs).
- Si vous supprimez le contenu mis en cause (vous pouvez préalablement contacter les auteurs),

argumentez précisément cette suppression dans la page de discussion
(un manque de référence n'est pas un argument ; une recherche réelle de référence doit avoir été effectuée, être formellement documentée).

Carte de la Décapole permettant de situer Gadara

Umm Qeis est une ville de Jordanie, dans la province jordanienne d'Irbid à 20 km au nord-ouest de la capitale provinciale Irbid et à 3 km au sud du Yarmouk.
Elle est construite à l'emplacement de l'antique ville de Gadara. La ville s'est aussi appelée Antioche ou Antiochia Sémiramis et Séleucie, et faisait partie des cités de la Décapole.

## Histoire
Le nom de Gadara est vraisemblablement sémitique. Il est probablement dérivé de l'hébreu gader qui signifie confins ou frontière.
La ville est prise par Antiochos III lors de sa première invasion de la Palestine en 218 av. J.-C.. La ville est renommée Antiochia Semiramis (ou Antioche) et Séleucie. En 102 av. J.-C., Alexandre Jannée l'investit et la prend après un siège de dix mois. Pompée l'aurait restaurée vers 63 av. J.-C., pour plaire à Démétrius son affranchi, originaire de la ville, qu'il avait acheté sur le marché aux esclaves de Rome. Démétrius s'était exilé à la suite des guerres menées par Alexandre Jannée et sa politique de judaïsation. Démétrius, devenu plus riche que son ancien maître, aurait fait construire à Rome le théâtre attribué à Pompée et aurait consacré une partie de sa fortune à la reconstruction de sa ville natale.
En 57 av. J.-C., Gabinius est nommé proconsul en Syrie. Il sort vainqueur d'un affrontement avec le roi des juifs Aristobule qu'il remplace par Hyrcan II dont la fonction se réduit à diriger le temple de Jérusalem. Il dote cinq cités de sénat de notables. Les villes ainsi gouvernées sont Jérusalem, Gadara, Amathonte, Jéricho et Sepphoris. Les Juifs, plus soumis à un monarque, accueillent favorablement ce mode de gouvernement.
Il semble que la ville décline ensuite sous la domination des Juifs. C'est de cette date que l'ère de la ville débute. Elle est donnée par Auguste à Hérode le Grand en 30 av. J.-C.. L'empereur ne prêta pas attention aux habitants accusant Hérode de cruauté.
À la mort d'Hérode, la ville est réunie à la province de Syrie en 4 av. J.-C.. Au début de la révolte des Juifs, la région est dévastée. Une partie de la cité se rend à Vespasien, qui y place une garnison. Elle reste une ville importante, et devient le siège d'un évêché.

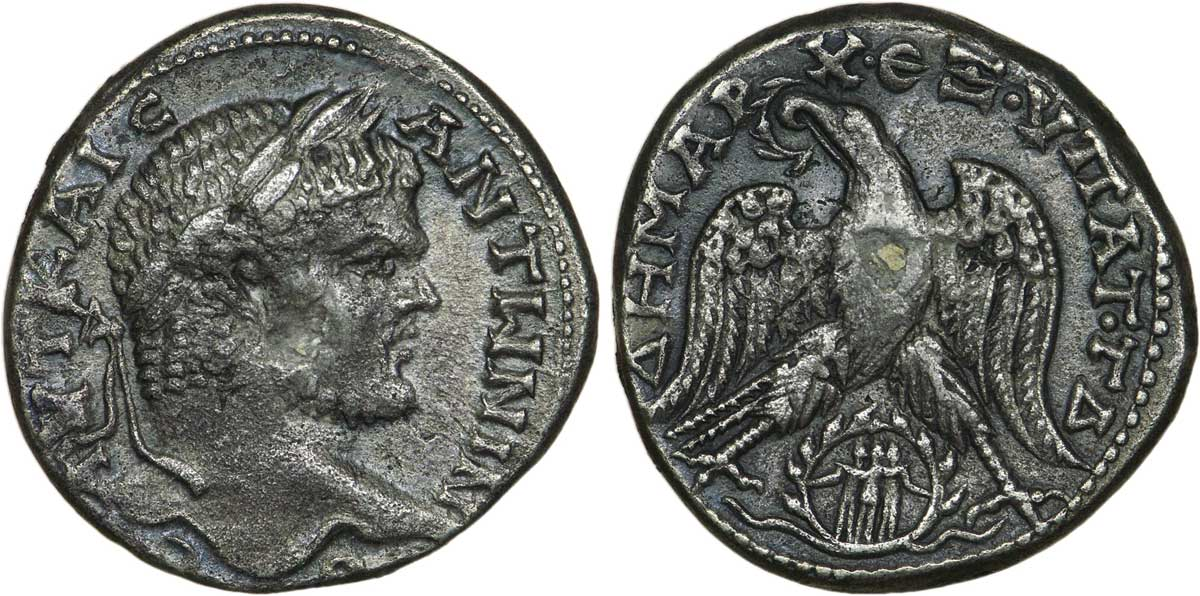
Monnaie frappée en la cité de Gadara

Elle tombe aux mains des Arabes dès 636, après la défaite des Byzantins à la bataille du Yarmouk (20 août 636), puis est en grande partie détruite par un séisme en 747, et abandonnée.

## Description
Gadara est l'une des dix villes semi-autonomes de la Décapole.
Umm Qeis correspond à la description que les auteurs anciens font de Gadara. C'est une puissante forteresse, proche du Hiéromax (actuelle rivière Yarmouk), à l'est de Tibériade et de Scythopolis, au sommet d'une colline, à trois miles romains au sud de sources d'eau chaude et de bains à Amatha. La ville se trouve sur une arête étroite qui s'amenuise des montagnes de Gilead vers le Jourdain.
L'arête descend en pente douce à l'est, qui forme le seul accès : des trois autres côtés, la ville est séparée de la vallée par un escarpement. Les murs ont une longueur de plus de trois kilomètres. Une importante voie romaine conduit vers l'est à Darʿā.
Dans la ville se trouvent les ruines de deux théâtres, d'une basilique, d'un temple et de nombreux autres bâtiments importants, ce qui démontre l'existence d'une grande ville. Une rue pavée bordée d'une double colonnade, traverse la ville d'est en ouest. Un aqueduc apportait l'eau depuis le mont Hermon et passait à Abila, c'était un des plus longs de l'Empire romain.
Le site est inscrit sur la liste indicative au patrimoine mondial de l'Unesco depuis 2001.
Umm Qeis obtient en 2022 le label Meilleurs villages touristiques de l'Organisation mondiale du tourisme.

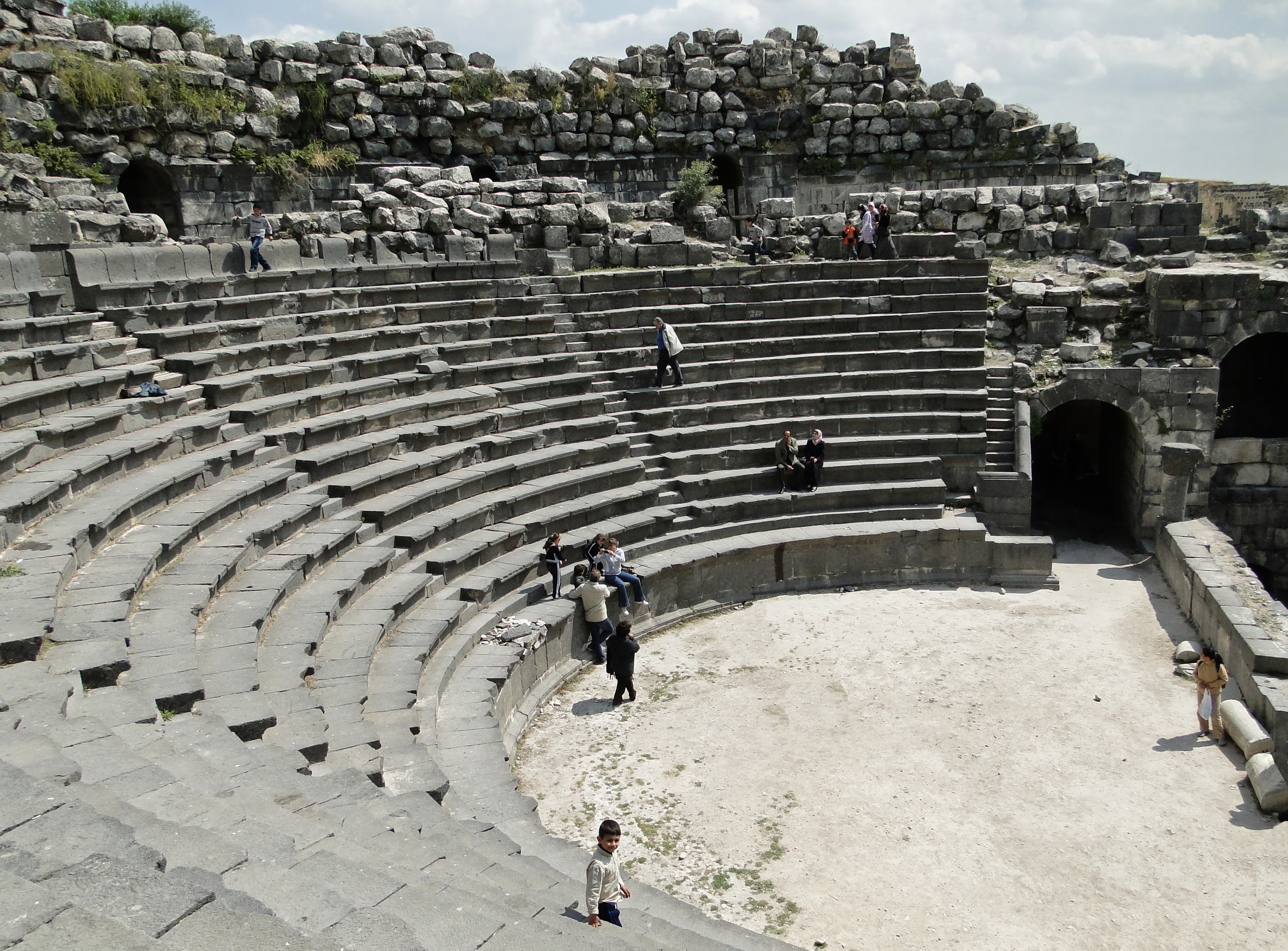
Théâtre ouest de Gadara

## Personnalités liées à la ville
- Philon de Gadara, mathématicien, maître d'Archimède.
- Le philosophe épicurien Philodème de Gadara (né vers 110 av. J.-C. et mort vers 40 av. J.-C)
- Le philosophe cynique Ménippe de Gadara (milieu du IIIe siècle av. J.-C.)
- Le poète Méléagre de Gadara (fin du IIe siècle av. J.-C.)
- Théodore, maître de rhétorique de l'empereur Tibère (Ier siècle)[30]

## Le miracle raconté dans les évangiles synoptiques
Le miracle des pourceaux est raconté dans les trois évangiles synoptiques. Dans les trois récits il s’agit d’un ou deux hommes possédés par des démons. Jésus le(s) délivre et les démons demandent à se réfugier dans le corps de pourceaux qui vont ensuite se jeter dans le lac de Tibériade. Ces trois récits comportent quelques divergences.
- Dans l’évangile selon Matthieu, Jésus arrive au « pays des Gadaréniens[33] » faisant clairement référence à Gadara. Cet évangile parle de deux possédés et d’un troupeau de pourceaux. C’est le récit le plus concis des trois.
- L’évangile selon Marc ne cite qu’un seul individu portant des fers aux pieds qu’il a rompus. Celui-ci est possédé par un démon qui dit s’appeler Légion et qui entre dans les pourceaux au nombre de deux mille. La région est appelée le « pays des Geraséniens[34] » qui se réfère à Gérasa (Jerash) plutôt qu’à Gadara. Dans la traduction de Louis Segond, on trouve « Gadaréniens » comme dans l’évangile selon Matthieu. Après sa guérison, le possédé « s'en alla et se mit à publier dans la Décapole quelles grandes choses Jésus lui avait faites[35]. »
- Dans sa traduction de l’évangile selon Luc, Louis Segond écrit cette fois « pays des Géraséniens » bien que le texte grec contienne « pays des Gergéséniens[36]. C’est une référence à la ville de Gergésa (Kursi[37]) » au bord du lac de Tibériade souvent citée comme lieu de ce miracle. Le possédé est nu au moment de la rencontre avec Jésus, puis après sa guérison il est revêtu.

Les trois récits situent le miracle sur la rive est du lac de Tibériade, en pays où vivent des païens puisqu’on y élève des porcs ce qui serait impensable en pays juif. Gergésa est sur la rive du lac, le troupeau de porcs est dans la montagne aux environs dans les évangiles selon Marc et selon Luc. Les porcs se « précipitent sur les pentes escarpées » jusque dans la mer (le lac) dans les trois récits. Enfin la distance de Gadara au lac de Tibériade est de 9 km alors que les pentes des collines voisines de Gergésa ne sont qu’à un km, ce qui peut accréditer l’opinion que Gergésa est le lieu de ce miracle et non Gadara. Autres traits communs aux trois récits, aucune allusion n’est faite au propriétaire de ce troupeau et les habitants de la ville demandent à Jésus de quitter leur territoire.
Martin Dibelius classe ce récit comme histoire qu’il distingue d’autres récits comme celui de la passion et qu’il désigne comme légende qu’il faut entendre dans le sens de « récit de la vie d’un saint » qui doit être lue. De son point de vue, la réalité de ce miracle et sa localisation importent finalement peu. En revanche, la leçon qu’il illustre est importante, il ne s’agit que d'illustrer la toute-puissance de Jésus sur les esprits du mal.